# West Lavington, West Sussex
West Lavington är en ort och civil parish i Storbritannien.   Den ligger i grevskapet West Sussex och riksdelen England, i den södra delen av landet, 70 km sydväst om huvudstaden London. Arean är 2,5 kvadratkilometer.
Terrängen i West Lavington är platt.